# Terrazzo
Pour les articles homonymes, voir Terrazzo pour le revêtement de sol.
Terrazzo est une commune italienne de la province de Vérone en Vénétie en Italie.

## Administration
| Période                                  | Période  | Identité       | Étiquette    | Qualité |
| ---------------------------------------- | -------- | -------------- | ------------ | ------- |
| 26 mai 2014                              | En cours | Simone Zamboni | Lista civica |         |
| Les données manquantes sont à compléter. |          |                |              |         |

### Hameaux
Begosso, Nichesola

### Communes limitrophes
Badia Polesine (RO), Bevilacqua, Boschi Sant'Anna, Castagnaro, Castelbaldo (PD), Legnago, Merlara (PD), Urbana (PD), Villa Bartolomea

## Personnalités liées à la commune
- Massimo Bubola
- Enzo Degani